# Bretończycy
Bretończycy – ludność celtycka, zamieszkująca Bretanię w północno-zachodniej części Francji.  Ich językiem rodzimym jest bretoński, używany przez ok. 300 tysięcy osób. Jeszcze w średniowieczu Bretończycy mogli porozumiewać się z Kornwalijczykami władającymi językiem kornijskim, gdyż oba te narody posiadają wspólne korzenie. Bretończycy są to w ogólnym ujęciu Brytowie, którzy zostali zmuszeni do opuszczenia Brytanii we wczesnym średniowieczu, w czasie ekspansji Anglosasów na Wyspy Brytyjskie. Wśród wierzącej części Bretończyków dominującą religią jest chrześcijaństwo wyznania katolickiego.